# Ephies sericeus
Ephies sericeus là một loài bọ cánh cứng trong họ Cerambycidae.